# Коза (Запорожская область)
Коза (укр. Коза) — село,
Долинский сельский совет,
Бердянский район,
Запорожская область,
Украина.
Код КОАТУУ — 2320682002. Население по переписи 2001 года составляло 45 человек.

## Географическое положение
Село Коза находится на левом берегу реки Обиточная,
выше по течению на расстоянии в 2 км расположено село Дахно,
ниже по течению на расстоянии в 2 км расположено село Шевченково.

## История
- 1911 — дата основания.